# Радаєв Василь Кузьмович
Васи́ль Кузьми́ч Рада́єв (* 13 березня 1907, с. В. Толкай, Бугурусланський повіт, Самарська губернія, тепер Похвистневського район, Самарська область — † 6 грудня 1991, с. Берсенєвка, тепер Лямбирського район, Мордовія) — ерзянський письменник, фольклорист та етнограф, творець ерзянського народного епосу «Сияжар».
Народний письменник (1987). Лауреат Державної премії Мордовії (1979). Член Спілки письменників СРСР (1966).

## Літературне оточення
Бугуруславщина здавна була одним з важливих центрів формування національної культури та літератури мордви. Звідси в мордовську літературу прийшла велика група поетів, вчених, письменників — П. С. Кириллов, Т. О. Раптанов, К. С. Петрова, А. Моро, А. М. Лук'янов тощо, також і відомі оповідачі А. С. Журавлёв, К. Г. Батраєв, І. П. Новокаєв, Є. П. Бузуєв, Я. В. Губернський, І. П. Верховцев, С. М. Люлякіна, від яких Радаєв записував народні пісні, легенди, казки, які пізніше було покладено в художньо—естетичну основу складеного ним епосу.

## Біографічні відомості
Навчався в Ленінградському державному університеті (1930—1934). Працював бібліотекарем, вчителем, викладачем педагогічного училища, головою колгоспу, науковим співробітником Мордовського НДІ національної культури.
Учасник Другої світової війни.
Брав участь у фольклорних експедиціях територією Мордовії та за її кордонами (Нижньогородська, Оренбурзька, Пензенська, Самарська області).

## Початок літературної творчості
Літературною діяльністю почав займатися з 1924 року. Друкував вірші та оповідання по саратовських газетах «Голос молодёжи» та «Молодая деревня», в центральній газеті «Якстерне теште» («Червона зірка»), «Крестьянская газета», «Беднота», що видавалися в Москві.
Як прозаїк Радаєв відомий оповіданнями про Громадянську війну та післяреволюційні перетворення в мордовському селі. У післявоєнні роки популярністю користувалася повість «Сад» (1940).

## Збирання фольклору та етнографії
Видав збірки оповідань «Вечкевикс содавиксэнь» («Улюблені знайомі», 1963), «Шошма леенть чиресэ» («На березі Шошми—річки», 1967). Проте головною справою життя Радаєва було збирання, вивчення й літературна обробка легенд, пісень, сказань історико—героїчного змісту, які увійшли до книги: «Сияжар. Сказания мордовского народа» (1960), «Пенза и Сура» (1972), «Эрзянь легендат, преданият ды ёвтамот» («Ерзянські легенди, преданія та оповіді», 1977), книжку легенд, оповідей та билин «Как кузнец соседа подковал» (1988, у співтоваристві).
Видано першу частину епічних сказань про Тюштю. Вони були покладені в основу мордовського героїчного епосу як об'єднана оповідь. Сказання про Сияжар у 1984 було опубліковано в Будапешті угорською мовою під назвою «Сияжар. Мордовський епос».
Відомий збирач епосу фіно—угорських народів професор Будапештського університету П. Домокош назвав «Сияжар» мордовським епосом, який можна порівняти з «Калевалою» й «Калевіпоегом»(Сов. Мордовия, 1984, 27 окт.)
Зібрані Радаєвом легенди й оповіді про Тюште й Сияжар, створений ним мордовський героїчний епос книжкової форми відобразили еволюцію народного світогляду в процесі боротьби мордви за незалежність, естетичні та морально—етичні ідеали народного життя, яка тривала багато століть.

## Праці
- Пенза и Сура.— Саранск, 1972
- Сияжар. Сказания мордовского народа.— М., 1989
- Тюштя.— Саранск, 1991